# Hans Bruns (Theologe)
Hans (Johannes) Bruns (* 7. Oktober 1895 in Stade; † 8. März 1971 in Marburg) war ein deutscher evangelischer Theologe, der vor allem durch seine Bibelübersetzung Bedeutung hat.

## Leben
Bruns, ein Sohn des Pastors Bernhard Johannes Bruns und der Bernhardine, geb. Müntinga, studierte nach dem Abitur in Stade ab 1914 Evangelische Theologie in Tübingen. Nach dem Einsatz als Kriegsfreiwilliger im Ersten Weltkrieg setzte er sein Studium in Göttingen und Berlin fort. Er engagierte sich in der Deutschen Christlichen Studentenvereinigung (DCSV), für die er an internationalen Konferenzen teilnahm. Nach dem Ersten theologischen Examen und dem Vikariat in Kirchlinteln bei Verden arbeitete Bruns als Hauslehrer beim Fürsten Knyphausen auf Schloss Lütetsburg bei Norden. 1923 übernahm er eine Pfarrstelle in Drochtersen, wechselte aber schon 1924 nach Hollen in Ostfriesland. Hier war er an der Erweckungsbewegung beteiligt, die sich in den reformierten Gemeinden ausbreitete. Er gewann unter anderem Traugott Hahn sen. und Erich Schnepel, den damaligen Leiter der Berliner Stadtmission, für Evangelisationen in seiner Gemeinde.
1933 wurde Bruns Mitglied der Glaubensbewegung Deutsche Christen und trat für diese auch öffentlich auf, beispielsweise am 29. Mai in Leer. Nach der Berliner Sportpalastkundgebung vom 13. November 1933 erklärte er jedoch öffentlich seinen Austritt. 1934 übernahm er eine Stelle als Evangelist im „Deutschen Gemeinschafts-Diakonieverband“ (DGD) und zog nach Elbingerode (Harz), später nach Marburg an der Lahn.
Während des Zweiten Weltkriegs arbeitete Bruns in Fulda und in Frankfurt am Main als Betreuungsoffizier der Wehrmacht. Wegen seines offensiven missionarischen Einsatzes für den christlichen Glauben wurde er 1943 entlassen und erhielt vom Landrat des Kreises Marburg Redeverbot. Er nutzte die freie Zeit für schriftstellerische Arbeiten.
1945 rehabilitiert, nahm er seine Tätigkeit im Deutschen Gemeinschafts-Diakonieverband wieder auf. Daneben war er einer der engagiertesten Unterstützer 
der „Moralischen Aufrüstung“, die sich 1938 aus der Oxford-Gruppenbewegung gebildet hatte. So gründete er 1957 in Marburg gemeinsam mit Arthur Richter den „Marburger Kreis“.

## Bedeutung
Bruns verfasste zahlreiche erbauliche Schriften. Die größte Verbreitung erreichte seine Übertragung der Bibel in die heutige Sprache, verbunden mit Erläuterungen. Das Neue Testament wurde 1957 veröffentlicht, das Alte Testament 1961. Damit war sie eine der ersten modernen deutschen Bibelübersetzungen und war in den 1960er Jahren in den evangelischen Kirchen, Freikirchen und Gemeinschaften als leichter verständliche, „kommunikative“ Alternative zur Luther-Bibel sehr beliebt (mehr als 700.000-mal verkauft). Im Jahre 1993 erschien eine durchgesehene, neu gestaltete Auflage. Die „Bruns-Bibel“ ist in verständlichem, modernerem Deutsch gehalten und gilt als weitgehend zuverlässig. Sie enthält Einleitungen und Anmerkungen, die allerdings in einigen Punkten fachlich bzw. theologisch umstritten sind. Sie erschien 2020 in der 18. Auflage.
Sein Sohn Warner beschrieb das Anliegen des Vaters: „Ihm lag daran, in verständlichem Deutsch die Menschen der Gegenwart zu erreichen. Darum waren ihm die Erklärungen der biblischen Texte auch so wichtig.“

## Leseprobe
„Darum gleicht die Königsherrschaft der Himmel einem König, der mit seinen Dienern abrechnen wollte. Als er damit begann, kam einer vor ihn, der war ihm zehntausend Zentner Silber schuldig.
Wir erwarten von Gott Vergebung, vergessen aber leicht, anderen genauso zu vergeben. Jesus weiß von wirklicher Vergebungsbereitschaft Gottes; aber er erwartet nun dasselbe von seinen Jüngern allen Menschen gegenüber. Bei zehntausend Zentnern denkt der Herr an die „Millionensumme“ Schulden, die wir vor Gott haben, die er aber tatsächlich auf unsere Bitte hin durchstreicht. So tragen wir vielfach geringere Schuld Menschen nach und sind nicht bereit, zu vergeben und zu vergessen.“